# Medicinska hemija
Medicinska hemija ili farmaceutska hemija je disciplina na raskršću hemije, farmakologije, i biologije koja obuhvata dizajn, sintezu i razvoj farmaceutiskih lekova. Medicinska hemija se bavi identifikacijom, sintezom i razvojem novih hemijskih entiteta podesnih za terapeutsku upotrebu. Ona takođe obuhvata izučavanje postojećih lekova, njihovih bioloških osovina, i njihovih kvantitativnih odnosa strukture i aktivnosti (QSAR). Medicinska hemija je visoko interdisciplinarna nauka koja kombinuje organsku hemiju sa biohemijom, računarskom hemijom, farmakologijom, farmakognozijom, molekularnom biologijom, statistikom, i fizičkom hemijom.
Jedinjenja koja se koriste kao lekovi su prvenstveno organska jedinjenja, koja mogu da budu mali organski molekuli (e.g., atorvastatin, flutikazon, klopidogrel) i biopolimeri (infliksimab, eritropoietin, insulin glargin), od kojih su potonji najčešće proteinski lekoviti preparati (prirodna i rekombinantna antitela, hormoni itd). Međutim, i za neorganska jedinjenja i jedinjenja koja sadrže metale je nađeno da mogu da budu korisni lekovi. Na primer, cisplatin serija kompleksa koji sadrže platinu se koristi u tretmanu raka, i litijum bazirani medikamenti imaju dugu tradiciju u lečenju niza mentalnih oboljenja. Disciplina medicinske neorganske hemije istražuje ulogu metala u medicini (metaloterapeutika), što uključuje proučavanje i lečenje bolesti i zdravstvenih stanja povezanih sa neorganskim metalima u biološkim sistemima. Postoji nekoliko metaloterapeutika odobrenih za lečenje raka (npr. sadrže Pt, Ru, Gd, Ti, Ge, V i Ga), antimikrobnih sredstava (npr. Ag, Cu i Ru), dijabetesa (npr. V i Cr), antibiotik širokog spektra (npr. Bi), bipolarnog poremećaja (npr. Li). Ostale oblasti studija uključuju: metalomiku, genomiku, proteomiku, dijagnostičke agense (npr. MRI: Gd, Mn; rendgenski: Ba, I) i radiofarmaceutike (npr. 99mTc za dijagnostiku, 186Re za terapiju).
Konkretno, medicinska hemija u svojoj najčešćoj praksi – fokusirajući se na male organske molekule – obuhvata sintetičku organsku hemiju i aspekte prirodnih proizvoda i kompjutersku hemiju u bliskoj kombinaciji sa hemijskom biologijom, enzimologijom i strukturnom biologijom, zajedno sa ciljem otkrivanja i razvoja novih terapeutska sredstva. Praktično govoreći, to uključuje hemijske aspekte identifikacije, a zatim sistematsku, temeljnu sintetičku izmenu novih hemijskih entiteta kako bi se učinili pogodnim za terapeutsku upotrebu. Ona uključuje sintetičke i računarske aspekte proučavanja postojećih lekova i agenasa u razvoju u odnosu na njihove bioaktivnosti (biološke aktivnosti i svojstva), odnosno razumevanje njihovih odnosa strukture i aktivnosti (SAR). Farmaceutska hemija je fokusirana na aspekte kvaliteta lekova i ima za cilj da obezbedi njihovu pogodnost za datu namenu.

## Proces razvoja lekova

### Otkrivanje
Otkrivanje je identifikacija novih aktivnih jedinjenja, koja se često nazivaju „pogoci“. Oni se tipično nalaze testiranjem velikog broja jedinjenja (kolekcija jedinjenja) za željene biološke osobine. Dok postoje brojni pristupi identifikaciji pogodataka, neke od najuspešnijih tehnika su zasnovane na hemijskoj i biološkoj intuiciji koja je razvijena tokom godina rigoroznog hemijsko-biološkog treninga. Inicijalna pozitivna jedinjenja mogu da potiču od nalaženja novih vidova primene postojećih agenasa u novim patološkim procesima, i od zapažanja bioloških dejstava novih ili postojećih prirodnih produkata, kao što su biljke, životinje, ili gljive. Pogoci mogu takođe da dolaze iz sintetičkih hemijskih kolekcija, kao što su kolekcije kreirane putem kombinatorne hemije, ili istorijskih kolekcija hemijskih jedinjenja, koje se masovno testiraju za aktivnost na određenom biološkom cilju.

### Optimizacija
Sledeći stupanj u razvoju lekova su dalje hemijske modifikacije s ciljem poboljšanja bioloških, ADME i fiziko-hemijskih osobina date kolekcije jedinjenja. Hemijske modifikacije mogu da poboljšaju prepoznavanje i geometriju vezivanja (farmakofore) kandidata, njihov afinitet i farmakokinetiku, ili njihovu reaktivnost i stabilnost ka metaboličkoj degradacije. Brojni metodi se koriste za kvalitativno i kvantitativno predviđanje metaboličke stabilnosti, kao i niza drugih ADMET osobina. Modeli kvantitativnih odnosa strukture i aktivnosti (QSAR) zajedno sa farmakofornom analizom pomažu nalaženje vodećih jedinjenja, koja pokazuju najveću potentnost i selektivnost, imaju najbolje farmakokinetičke osobine i najmanju toksičnost.

### Razvoj
Završni stupanj se sastoji od pripreme vodećih jedinjenja za upotrebu u kliničkim ispitivanjima. Razvoj obuhvata optimizaciju sintetičkog pristupa za proizvodnju većih količina materijala, i pripremu podesne formulacije leka.

## Literatura
- D. Radulović, S. Vladimirov, Farmaceutska hemija I deo, Farmaceutski fakultet, Beograd, 2005.
- S. Vladimirov, D. Živanov-Stakić, Farmaceutska hemija II deo, Farmaceutski fakultet, Beograd, 2006.
- John M. Beale; John Block, ур. (2010). Wilson and Gisvold's Textbook of Organic Medicinal and Pharmaceutical Chemistry (Twelfth изд.). London, Philadelphia, New York,: Lippincott Williams & Wilkins. ISBN 978-0-7817-7929-6.
- Watson, David G. (2005). Pharmaceutical Analysis: A Textbook for Pharmacy Students and Pharmaceutical Chemists (second изд.). Edinburg: Churchill Livingstone. ISBN 978-0-443-07445-5.
- Foreman, John C.; Johansen, Torben; Gibb, Alasdair J. (2009). Textbook of Receptor Pharmacology, Second Edition. CRC Press. ISBN 9781439887578.
- Brunton, Laurence (2011).  Brunton, L. L.; Chabner, Bruce; Knollmann, Björn C., ур. Goodman and Gilman's The Pharmacological Basis of Therapeutics (12 изд.). New York: McGraw-Hill. ISBN 978-0-07-162442-8.
- Whalen, Karen (2014). Lippincott Illustrated Reviews: Pharmacology.
- Takács-Novák, K.; Avdeef, A. (август 1996). „Interlaboratory study of log P determination by shake-flask and potentiometric methods”. Journal of Pharmaceutical and Biomedical Analysis. 14 (11): 1405—13. PMID 8877846. doi:10.1016/0731-7085(96)01773-6.
- Luch A, ур. (2009). Molecular, clinical and environmental toxicology. Springer. стр. 20. ISBN 978-3-7643-8335-0. Архивирано из оригинала 6. 8. 2020. г. Приступљено 21. 7. 2020.
- Brater DC, Daly WJ (мај 2000). „Clinical pharmacology in the Middle Ages: principles that presage the 21st century”. Clinical Pharmacology and Therapeutics. 67 (5): 447—50. PMID 10824622. S2CID 45980791. doi:10.1067/mcp.2000.106465.
- Hollinger, Mannfred A. (2003). Introduction to pharmacology. CRC Press. стр. 4. ISBN 0-415-28033-8. Архивирано из оригинала 17. 4. 2021. г. Приступљено 27. 6. 2015.
- Rang HP (јануар 2006). „The receptor concept: pharmacology's big idea”. British Journal of Pharmacology. 147 Suppl 1 (S1): S9—16. PMC 1760743 . PMID 16402126. doi:10.1038/sj.bjp.0706457.
- Maehle AH, Prüll CR, Halliwell RF (август 2002). „The emergence of the drug receptor theory”. Nature Reviews. Drug Discovery. 1 (8): 637—41. PMID 12402503. S2CID 205479063. doi:10.1038/nrd875.
- Rang HP, Dale MM, Ritter JM, Flower RJ (2007). Pharmacology. China: Elsevier. ISBN 978-0-443-06911-6.
- Masood N. Khan; John W. Findlay, ур. (2009). Ligand-binding assays development, validation, and implementation in the drug development arena. Hoboken, N.J.: John Wiley & Sons. ISBN 978-0470541494.
- „Psychopharmacology | Psychology Today International”. www.psychologytoday.com. Архивирано из оригинала 24. 2. 2022. г. Приступљено 2020-07-23.
- „What is Psychopharmacology”. ascpp.org. 29. 11. 2012. Архивирано из оригинала 23. 7. 2020. г. Приступљено 2020-07-23.
- Gomez A, Ingelman-Sundberg M (април 2009). „Pharmacoepigenetics: its role in interindividual differences in drug response”. Clinical Pharmacology and Therapeutics. 85 (4): 426—30. PMID 19242404. S2CID 39131071. doi:10.1038/clpt.2009.2.
- „What is Clinical Pharmacology?”. ascpt.org. Архивирано из оригинала 31. 10. 2021. г. Приступљено 31. 10. 2021.
- „Posology, Factors Influencing Dose, Calculation of Doses”. pharmamad.com. 23. 1. 2019. Архивирано из оригинала 31. 10. 2021. г. Приступљено 31. 10. 2021.
- „The Science of Pharmacology & Toxicology”. Faculty of Medicine, University of Toronto. Архивирано из оригинала 16. 7. 2019. г. Приступљено 16. 7. 2019.

## Spoljašnje veze
- „Medicinska hemija”. Приступљено 14. 4. 2011.
- Američko hemijsko društvo, odeljenje medicinske hemije
- Evropska federacija za medicinsku hemiju
- Vodič za razvoj lekova
- Pregled medicinske hemije